# Milwaukee Art Museum
Het Milwaukee Art Museum (MAM) is een museum gelegen aan het Lake Michigan in Milwaukee in Wisconsin in de Verenigde Staten.

## Geschiedenis
In 1872 werden diverse organisaties opgericht om te komen tot een tentoonstellingsruimte in Milwaukee. In 1881 werden enkele tentoonstellingen gehouden onder andere met werken uit de collectie van Alexander Mitchell.
In 1882 werd het Milwaukee Museum voor Schone Kunsten opgericht. Het werd zes jaar later ontbonden. In 1888 werd de Milwaukee Art Association opgericht. Verschillende verzamelaars schonken hun collecties. 
In 1911 werd het Milwaukee Art Institute gebouwd. Het instituut werd gebouwd naast de Layton Art Gallery. Alfred George Pelikan was directeur van 1926 tot 1942.
Het Milwaukee Art Center (nu het Milwaukee Art Museum) werd opgericht bij het Milwaukee Art Institute en de Layton Art Gallery en in 1957 werden de collecties samengevoegd.
Het MAM kreeg rond de eeuwwisseling internationale belangstelling door de bouw van het witte Quadracci paviljoen ontworpen door Santiago Calatrava en geopend op 4 mei 2001.

## Collectie
Het museum heeft circa 25.000 kunstwerken met onder andere een collectie van Oude Meesters en 19de- en 20ste-eeuwse kunst. Ook zijn er werken van Duitse expressionisten, volkskunst, Haïtiaanse kunst, Amerikaanse decoratieve kunst en post-1960 Amerikaanse kunst.
Het museum herbergt een van de beroemdste schilderijen van Francisco de Zurbarán. Daarnaast heeft het een groot aantal werken van Georgia O'Keeffe alsmede van de Duitse expressioniste Gabriele Münter. 

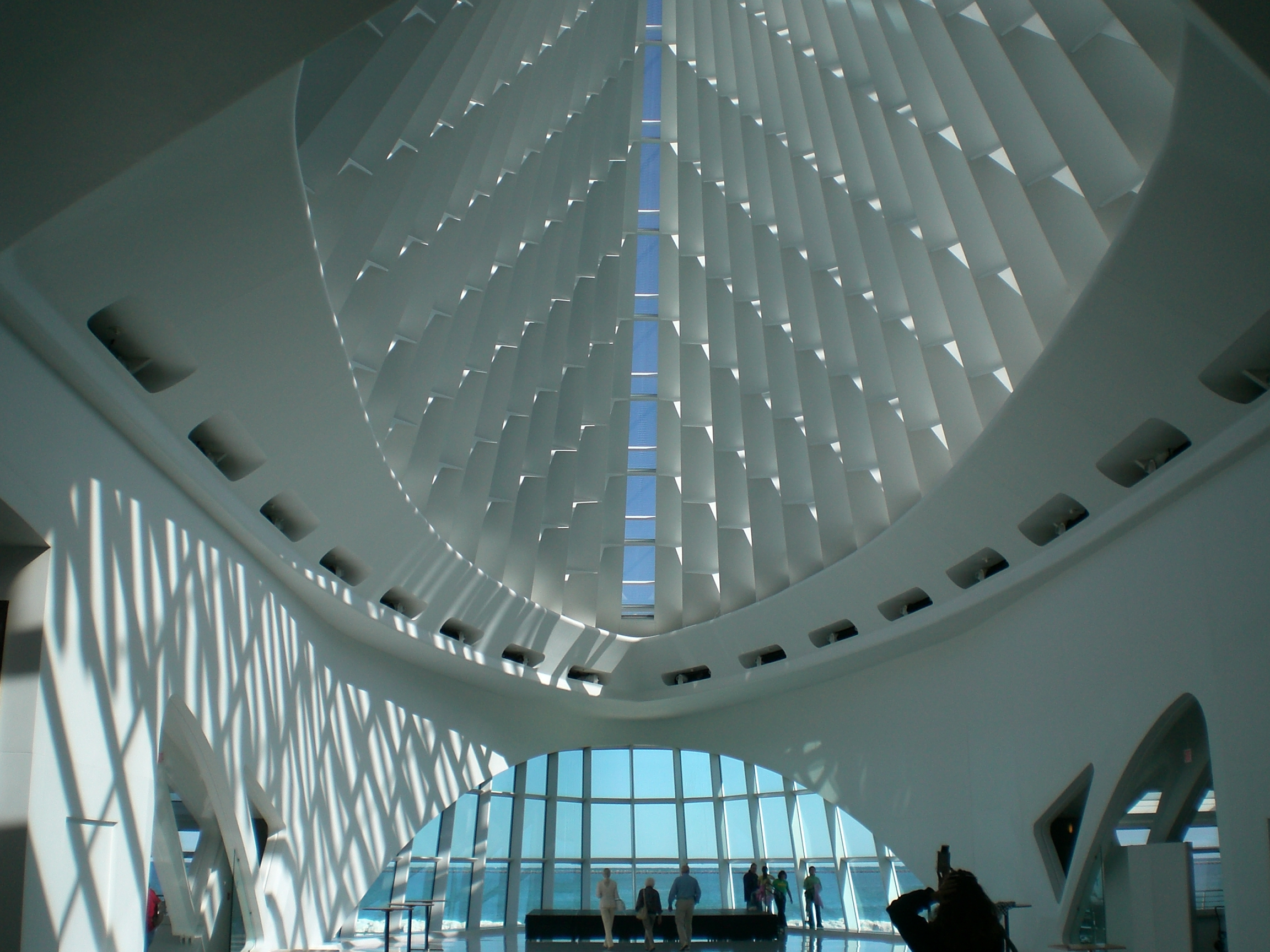
Interieur van het Milwaukee Art Museum
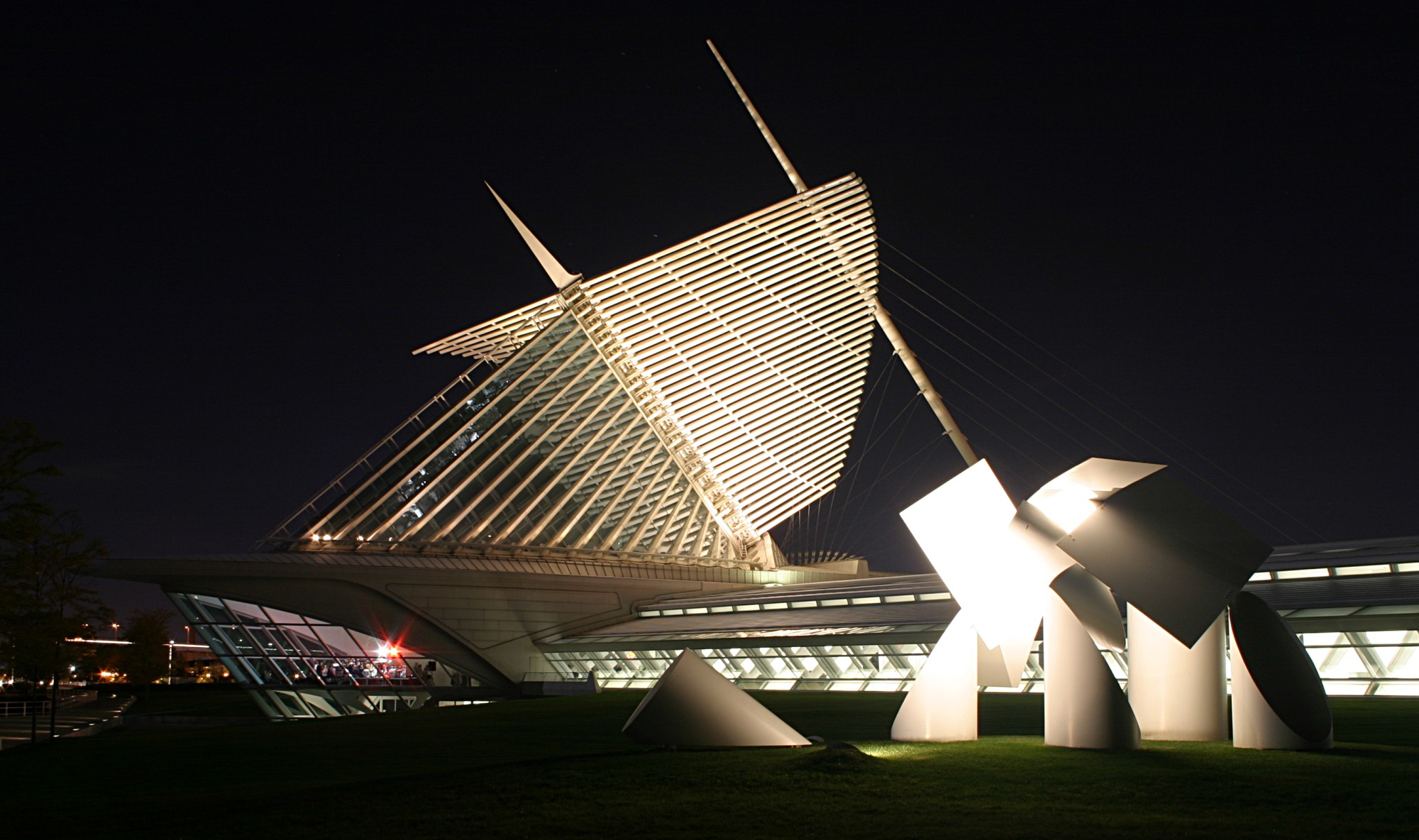
Milwaukee Art Museum, noordzijde
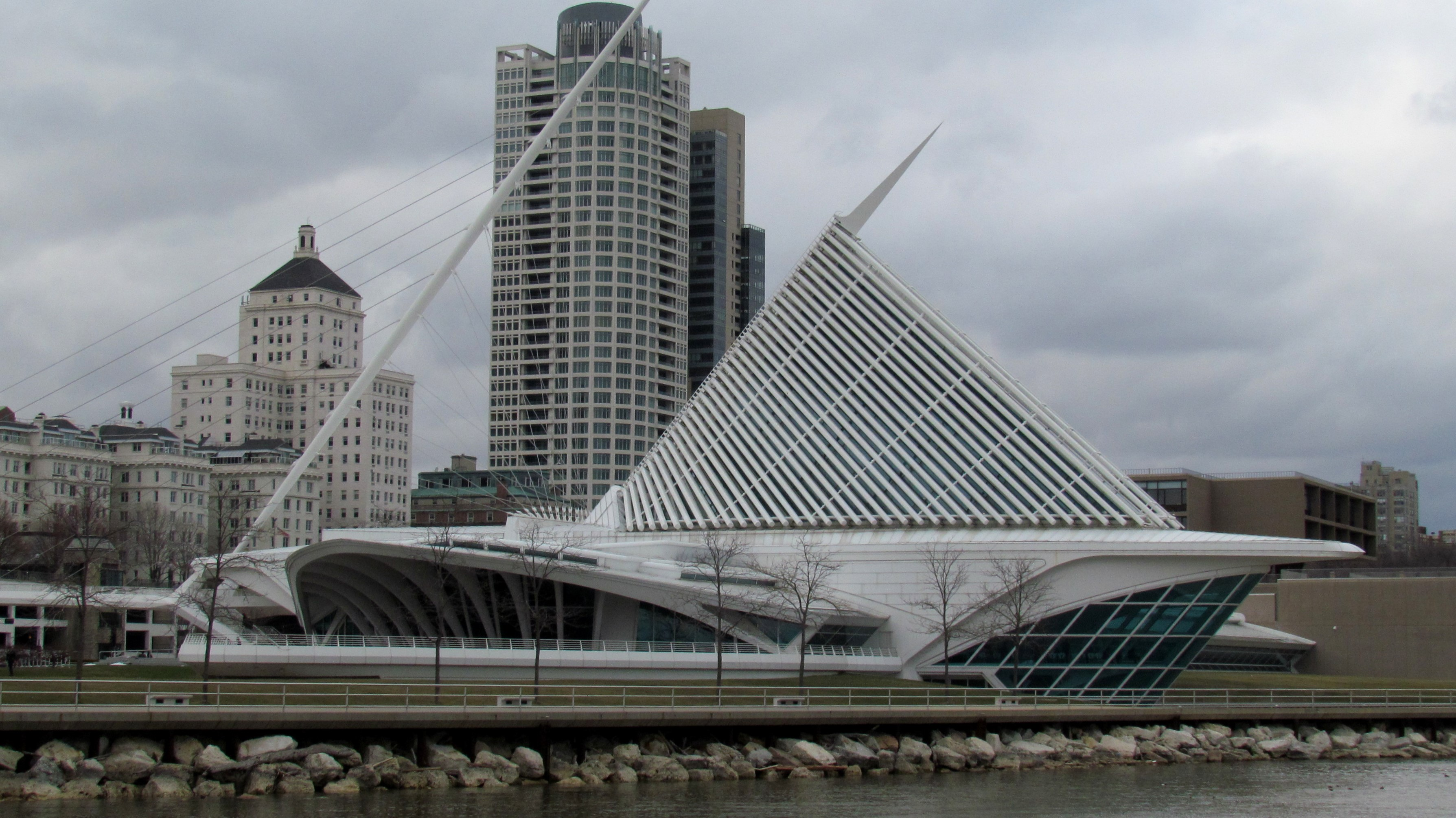
Museum met gesloten Brise soleil